# Svenja Bazlen
Svenja Bazlen (Stuttgart, 3 de enero de 1984) es una deportista alemana que compitió en triatlón. Ganó una medalla de bronce en el Campeonato Mundial de Triatlón por Relevos Mixtos de 2011.

## Palmarés internacional
| Campeonato Mundial por Relevos Mixtos | Campeonato Mundial por Relevos Mixtos | Campeonato Mundial por Relevos Mixtos | Campeonato Mundial por Relevos Mixtos |
| Año                                   | Lugar                                 | Medalla                               | Prueba                                |
| ------------------------------------- | ------------------------------------- | ------------------------------------- | ------------------------------------- |
| 2011                                  | Lausana (Suiza)                       | Medalla de bronce                     | Relevo mixto                          |